# Nina Sazonova
Nina Afanassievna Sazonova (en russe : Нина Афанасьевна Сазонова), née le 7 janvier 1917 à Konstantinovo dans l'Empire russe et morte le 1er mars 2004 à Moscou (Union soviétique), est une actrice soviétique puis russe.

## Filmographie
- 1960 : Récit des années de feu de Ioulia Solntseva
- 1960 : Une histoire simple de Iouri Egorov
- 1964 : Il était une fois un gars de Vassili Choukchine
- 1965 : Lueur d'une lointaine étoile de Ivan Pyriev
- 1965 : Nach dom de Vassili Pronine
- 1965 : Rano outrom de Tatiana Lioznova
- 1966 : Des femmes de Pavel Lioubimov
- 1968 : Les Méandres du succès de Eldar Riazanov
- 1969 : Des gens étranges de Vassili Choukchine

## Récompenses et nominations

### Récompenses
- 1977 : Artiste du peuple de l'URSS